# オルタンス・ド・ボアルネ
オルタンス・ド・ボアルネ（Hortense de Beauharnais, 1783年4月10日 - 1837年10月5日）は、ナポレオン1世の皇后ジョゼフィーヌ・ド・ボアルネの娘で、ナポレオンの義理の娘。ナポレオン3世の母。兄はウジェーヌ・ド・ボアルネ。

## 生涯
オルタンスは両親と兄と共にフランスで生活していたが、父アレクサンドル・ド・ボアルネ子爵と母ジョゼフィーヌは仲が悪く、アレクサンドルの度重なる浮気などもあり、1783年に離婚した。一時期母とともにマルティニーク島にいたが、1789年にフランス革命が勃発したためフランスに帰国する。1794年4月にアレクサンドルは捕らえられ、カルム監獄に投獄された後、7月23日に処刑された。ジョゼフィーヌも、彼が投獄された1か月後に投獄された。しかし、アレクサンドル処刑の4日後には、ロベスピエールが失脚して処刑された。革命政府は倒され、恐怖政治も終わりジョゼフィーヌは助かった。
その後、母ジョゼフィーヌは総裁政府のバラスの愛人となったが、ナポレオンの求愛を受け、1796年3月9日にナポレオンと結婚した。これ以降、オルタンスは兄ウジェーヌと共に義父ナポレオンと暮らすようになった。ナポレオンの要望により、オルタンスは彼が最も可愛がっていた弟のルイ・ボナパルトと1802年初頭に結婚した。しかし、ルイは軽い半身麻痺があり陰気な性格で、一方オルタンスはジョゼフィーヌに似た陽気で社交的な性格であり、夫婦仲は悪かった。義父ナポレオンは1804年12月2日にフランス皇帝として即位した。1806年にルイはホラント（オランダ）国王に、オルタンスは王妃になった。しかし2人の夫婦仲は悪いままであった。
やがてオルタンスはタレーランとフラオ伯爵夫人との息子のシャルル・ド・フラオ伯爵と不倫関係になった。ナポレオンもそのことを知ったが、彼女に不幸な結婚をさせることになった負い目から黙認したらしい。ルイとオルタンスは1810年に離婚した。3人の息子のうち、三男のルイ・ナポレオン（後のナポレオン3世）はオルタンスが引き取ることになった。オルタンスは離婚後はシャルル・ド・フラオと同棲した。そして1811年にルイ＝ナポレオンの異父弟シャルル・オギュスト・ルイ・ジョゼフ（後のモルニー公爵）を生んだ。しかし結局2人は結婚せず、この息子はシャルル・ド・フラオが引き取ったらしい。1814年には母ジョゼフィーヌが死去した。
1815年のナポレオンの百日天下の間、オルタンスはテュイルリー宮殿にナポレオンより一足早く入り、女主人の役目を務めた。彼女と兄ウジェーヌは、ナポレオンの兄弟姉妹達とは違って最後まで義父に忠実であった。フランス帝国崩壊後はドイツ・イタリアに亡命した後、スイスのチューリヒ州の城館アレネンベルクを買い取り、以降はそこに定住した。
1835年、ボナパルト一族の結束を固めるということで、オルタンスとナポレオンの末弟ジェローム・ボナパルトとの間で、ルイ・ナポレオンをジェロームの娘マチルドと結婚させようという話が持ち上がった。この話には4人とも乗り気であった。しかし、1836年の10月にルイ・ナポレオンがストラスブールで帝政復活のクーデターを起こしたことで破談となった。
オルタンスは1837年10月5日に死去した。

## エピソード
フランツ・シューベルトが1818年に作曲した連弾のための『フランスの歌による変奏曲』（作品10、D624）は、オルタンスが作曲したロマンス『忠実な騎士』（Le bon chevalier）を基にしている。実際には、オルタンスはフルーティストのルイ・ドルエの協力を得てこの曲を書いたとされている。

## 子女
- ナポレオン・シャルル（英語版）（1802年 - 1807年）- ナポレオンが養子にしたがっていたという。ナポレオンの落胤ともいわれる。
- ナポレオン・ルイ（1804年 - 1831年）- ホラント王ローデウェイク2世
- ナポレオン3世（1808年 - 1873年） - フランス皇帝
- シャルル・ド・モルニー（1811年 - 1865年）- モルニー公爵